# Bayonet Point
Bayonet Point ist ein census-designated place im Pasco County im US-Bundesstaat Florida. Das U.S. Census Bureau hat bei der Volkszählung 2020 eine Einwohnerzahl von 26.713 ermittelt.

## Geographie
Bayonet Point liegt rund 45 km westlich von Dade City sowie etwa 60 km nordwestlich von Tampa. Der CDP wird vom U.S. Highway 19 sowie der Florida State Road 52 durchquert.

## Demographische Daten
Laut der Volkszählung 2010 verteilten sich die damaligen 23.467 Einwohner auf 13.091 Haushalte. Die Bevölkerungsdichte lag bei 1618,4 Einw./km². 92,3 % der Bevölkerung bezeichneten sich als Weiße, 1,9 % als Afroamerikaner, 0,3 % als Indianer und 1,2 % als Asian Americans. 2,0 % gaben die Angehörigkeit zu einer anderen Ethnie und 2,3 % zu mehreren Ethnien an. 9,0 % der Bevölkerung bestand aus Hispanics oder Latinos.
Im Jahr 2010 lebten in 22,5 % aller Haushalte Kinder unter 18 Jahren sowie 48,3 % aller Haushalte Personen mit mindestens 65 Jahren. 57,9 % der Haushalte waren Familienhaushalte (bestehend aus verheirateten Paaren mit oder ohne Nachkommen bzw. einem Elternteil mit Nachkomme). Die durchschnittliche Größe eines Haushalts lag bei 2,17 Personen und die durchschnittliche Familiengröße bei 2,75 Personen.
20,4 % der Bevölkerung waren jünger als 20 Jahre, 19,5 % waren 20 bis 39 Jahre alt, 23,5 % waren 40 bis 59 Jahre alt und 36,8 % waren mindestens 60 Jahre alt. Das mittlere Alter betrug 49 Jahre. 47,0 % der Bevölkerung waren männlich und 53,0 % weiblich.
Das durchschnittliche Jahreseinkommen lag bei 31.822 $, dabei lebten 14,3 % der Bevölkerung unter der Armutsgrenze.
Im Jahr 2000 war Englisch die Muttersprache von 93,36 % der Bevölkerung, spanisch sprachen 2,36 % und 4,28 % hatten eine andere Muttersprache.

## Wirtschaft
Eine nennenswerte Industrie gibt es nicht. Die hauptsächlichen Beschäftigungszweige sind: Ausbildung, Gesundheit und Soziales: (22,2 %), Handel / Einzelhandel: (17,6 %), Kunst, Unterhaltung, Nahrungsmittel, Restaurants: (10,0 %).

## Parks und Sportmöglichkeiten
Es gibt ein kleines Angebot von verschiedenen Stadtparks sowie mehrere sportliche Einrichtungen sowie Spielwiesen und Möglichkeiten zum Camping und Grillen. An Sportmöglichkeiten gibt es alles, was am Strand machbar ist.